# Język teun
Język teun  (a. te’un) – język austronezyjski z prowincji Moluki w Indonezji.
Społeczność posługująca się tym językiem zamieszkiwała wyspę Teun (w grupie wysp Barat Daya), jednakże w 1978 r. została przesiedlona na Seram z powodu aktywności wulkanicznej. Pierwotnie był używany w trzech wsiach na wyspie Teun oraz we wsi Bumei w południowo-zachodniej części Nila.
Przez samą społeczność jest traktowany jako jeden z dialektów języka TNS (teun-nila-serua), wraz z dwoma blisko spokrewnionymi językami (względnie dialektami): serua i nila. Teun jest jednak dość odległy od pozostałych dwóch dialektów. James T. Collins sklasyfikował teun jako język odrębny od nila-serua. W starszych klasyfikacjach z XX w. języki TNS były rozpatrywane jako dialekty wyróżnianego wówczas „języka damar”.
Według Ethnologue (wyd. 22) jest językiem wymarłym (został wyparty przez malajski amboński). We wcześniejszych materiałach SIL International (wyd. 16 Ethnologue oraz Atlas Bahasa Tanah Maluku) podano liczbę 1200 użytkowników (1990). Pewną znajomość języka TNS zachowują niektórzy migranci w Holandii.